# ريتشارد سمول
ريتشارد سمول (بالإنجليزية: Richard Small)‏ هو مدرب خيول أمريكي، ولد في 2 ديسمبر 1945 في بالتيمور في الولايات المتحدة، وتوفي في 4 أبريل 2014 في Monkton, Maryland ‏ في الولايات المتحدة.